# La Soirée du hockey
La Soirée du hockey est une émission diffusée à Radio-Canada en direct chaque samedi soir, de 1952 à 2004. L'émission couvre les matchs de l'équipe de hockey sur glace des Canadiens de Montréal. Diffusée pendant 51 ans, elle détient le record de longévité en Amérique du Nord.

## Histoire
La première diffusion eut lieu le 11 octobre 1952, avec la retransmission, en noir et blanc avec trois caméras, d'un match opposant les Canadiens de Montréal aux Red Wings de Détroit. La première partie en couleur fut retransmise en 1966 et le premier match diffusé dans son intégralité put être regardé le 12 octobre 1968.
L'émission est devenue une institution, tant par sa longévité que pour l'importance que revêt le hockey pour les Québécois. Le réseau anglais de Radio-Canada diffusait également des matchs de hockey le samedi soir. L'émission Hockey Night in Canada présentait plutôt les rencontres disputées par les Maple Leafs de Toronto.
En 1957, la compagnie Molson devient cocommanditaire de La Soirée du Hockey et de Hockey Night in Canada.
Peu de temps après avoir célébré son 50e anniversaire, la survie de La Soirée du hockey est remise en question. Il faut l'intervention de la ministre du Patrimoine canadien, Sheila Copps, pour éviter le retrait des ondes de cette institution. Ce ne fut cependant qu'un sursis, puisque la société d'État annonçait en mai 2004 que l'émission mythique ne serait plus présentée sur le réseau francophone.

### Postérité
La Soirée du hockey disparaît, mais son équivalent anglophone Hockey Night in Canada diffusé sur CBC subsiste toujours[Quand ?]. Les Québécois doivent plutôt se fier aux chaînes spécialisées[Interprétation personnelle ?] comme RDS pour suivre les matchs du Canadien. 
The Hockey Theme, le thème musical d'ouverture de La Soirée du hockey fut composé par Dolores Claman en 1968. En 2008, le Réseau CTV achète les droits exclusifs du thème musical d'ouverture. RDS et The Sports Network diffuseront l'indicatif musical lors de la retransmission de matchs de la LNH à partir de l'automne 2008. CTV mettra également de l'avant la musique lors de ses reportages sur le hockey olympique en 2010.

## Descripteurs et analystes

### Descripteurs radio
- Roland Beaudry (1935)[4]
- Michel Normandin (1936 à 1953)[5]
- René Lecavalier (1952)
- Lionel Duval
- Richard Garneau
- Claude Quenneville (1980)
- René Pothier (1991)

### Descripteurs télé
- René Lecavalier (11 octobre 1952 à 1985)
- Raymond Lebrun (1973)
- Winston McQuade (1977)
- Serge Arsenault (1982)
- Richard Garneau (1985)
- Jean Pagé (1988 à 2002)[6]
- Camille Dubé (1989)
- Claude Quenneville (1990 à 2002[7])
- Pierre Houde (RDS) 2002-2024[réf. nécessaire]

### Analystes et animateurs
- Jean-Maurice Bailly (1952 à 1969)
- Lionel Duval  (1964 à 1993)[8]
- Gilles Tremblay (1970 à 1987)
- Robert Pépin (1964 à 1972)
- Claude Mailhot (1972)
- Paul Larivée (1965 à 1978)
- Bernard Brisset (1980)
- Gérard Potvin (1981)
- Mario Tremblay (1988)
- Gordon Sawyer (1994)
- Yvon Pedneault (1995)
- Michel Bergeron (1998)
- Ron Fournier[Quand ?]
- Pierre Bouchard[Quand ?]